# The Honeydrippers
The Honeydrippers sono stati un gruppo musicale rock inglese, attivo nella prima metà degli anni '80.

## Storia
Il gruppo è nato nel 1981 dall'idea di Robert Plant, ex cantante dei Led Zeppelin, che voleva soddisfare l'obiettivo di avere una band R&B. Essa comprendeva anche altri musicisti ben noti, quali Jimmy Page e Jeff Beck. Il gruppo nel 1984 ha registrato un EP negli Stati Uniti, uscito nello stesso anno ed intitolato The Honeydrippers: Volume One.

## Formazione
Formazione originale (1981)
- Robert Plant - voce
- Andy Silvester - chitarra
- Kevin O'Neill - batteria
- Ricky Cool - armonica
- Jim Hickman - basso
- Keith Evans - sax
- Wayne Terry - basso
- Robbie Blunt - chitarra

Collaboratori
- Jimmy Page - chitarre
- Jeff Beck - chitarre
- Paul Shaffer - tastiera
- Nile Rodgers - chitarra
- Wayne Pedziwiatr - basso
- Paul Martinez - basso
- Dave Weckl - batteria
- Brian Setzer - chitarra

## Discografia
- The Honeydrippers: Volume One (1984)